# عبد الله بن النعمان
عبد الله بن النُعَمان بن بلذمة الخزرجي الأنصاري صحابي جليل من قبيلة الخزرج من الأنصار شهد مع النبي محمد ﷺ غزوة بدر وغزوة أحد وهو ابن عم الصحابي أبو قتادة الأنصاري.